# Pico da Nevosa
Pico da Nevosa é o ponto mais alto da Serra do Gerês e o segundo mais elevado de Portugal Continental, com a altitude de 1546 metros. Fica na fronteira com a Galiza), segundo folha do Instituto Geográfico do Exército. Encontra-se no concelho de Montalegre.